# Batman Bridge
Le pont Batman est un pont routier franchissant la Tamar River au nord de la Tasmanie en Australie. Le pont doit son nom à l'homme d'affaires John Batman qui vécut à Launceston, fondateur de la ville de Melbourne.

## Description
Le pont est situé sur la Batman Highway qui relie la West Tamar Highway à l'East Tamar Highway. Construit de 1966 à 1968 et inauguré le 18 mai 1968, il est le premier pont à haubans australien et l'un des premiers pont à haubans à tablier en treillis. Long de 215 mètres, il est haubané à un pylone en A de 96 mètres de haut. La largeur de son tablier est de 10,3 mètres.
En 2003, le trafic routier était de 2013 véhicules par jour.

## Galerie

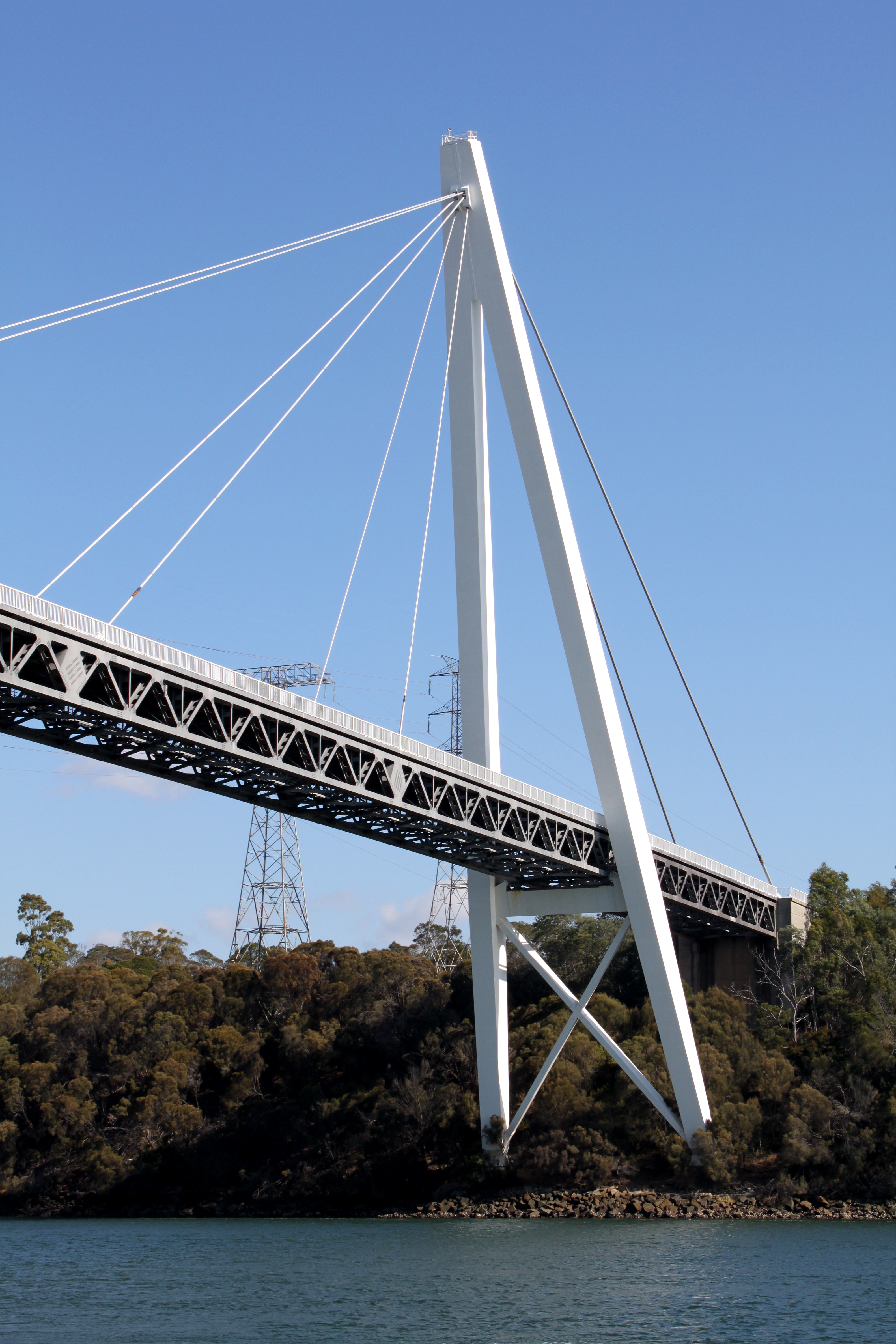
Pylône incliné0
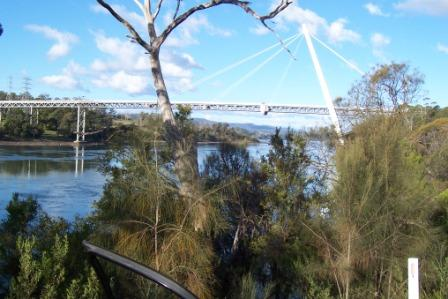
Vue de profil du pont Batman avec le pylône en A incliné0
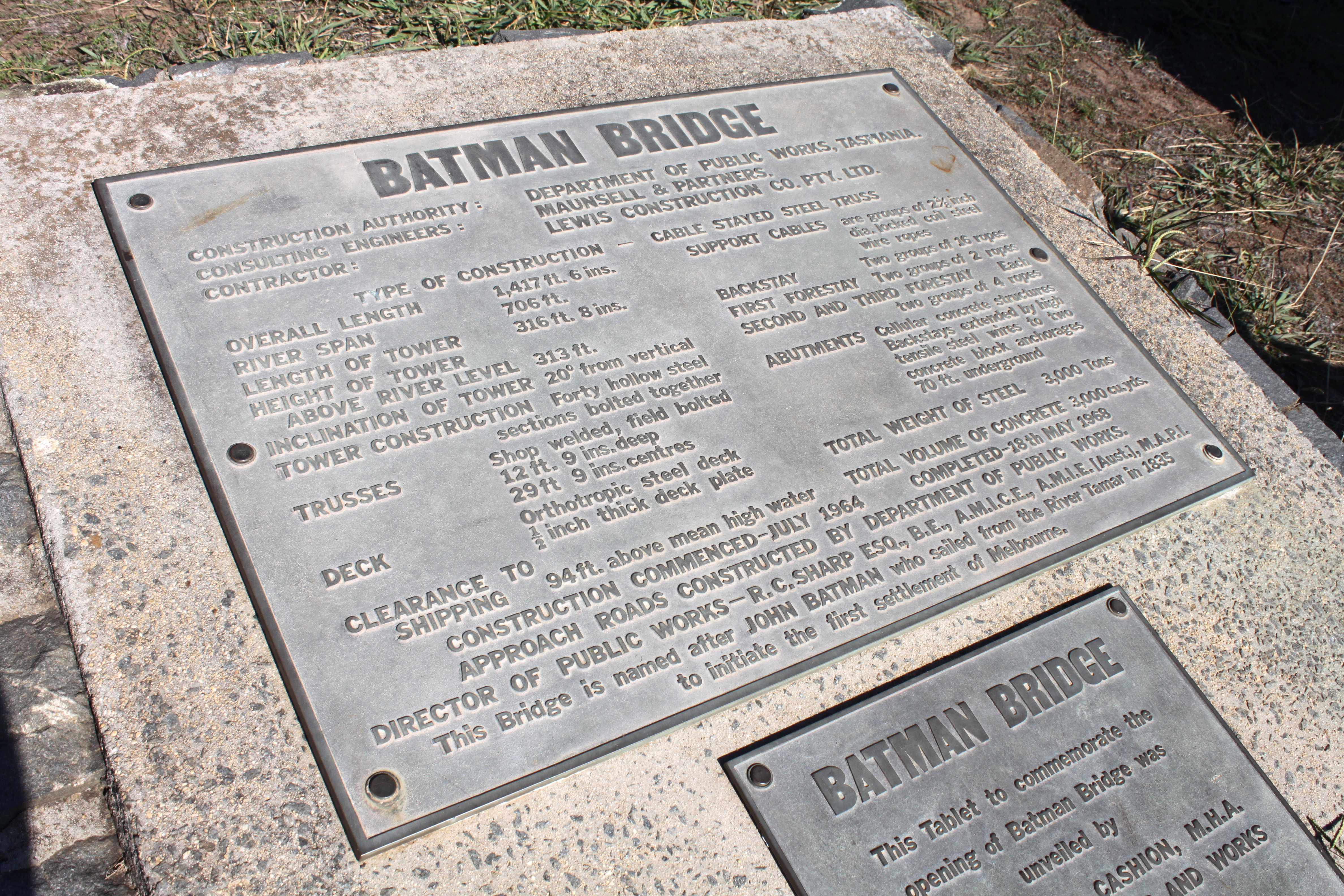
Plaque de présentation de l'ouvrage0
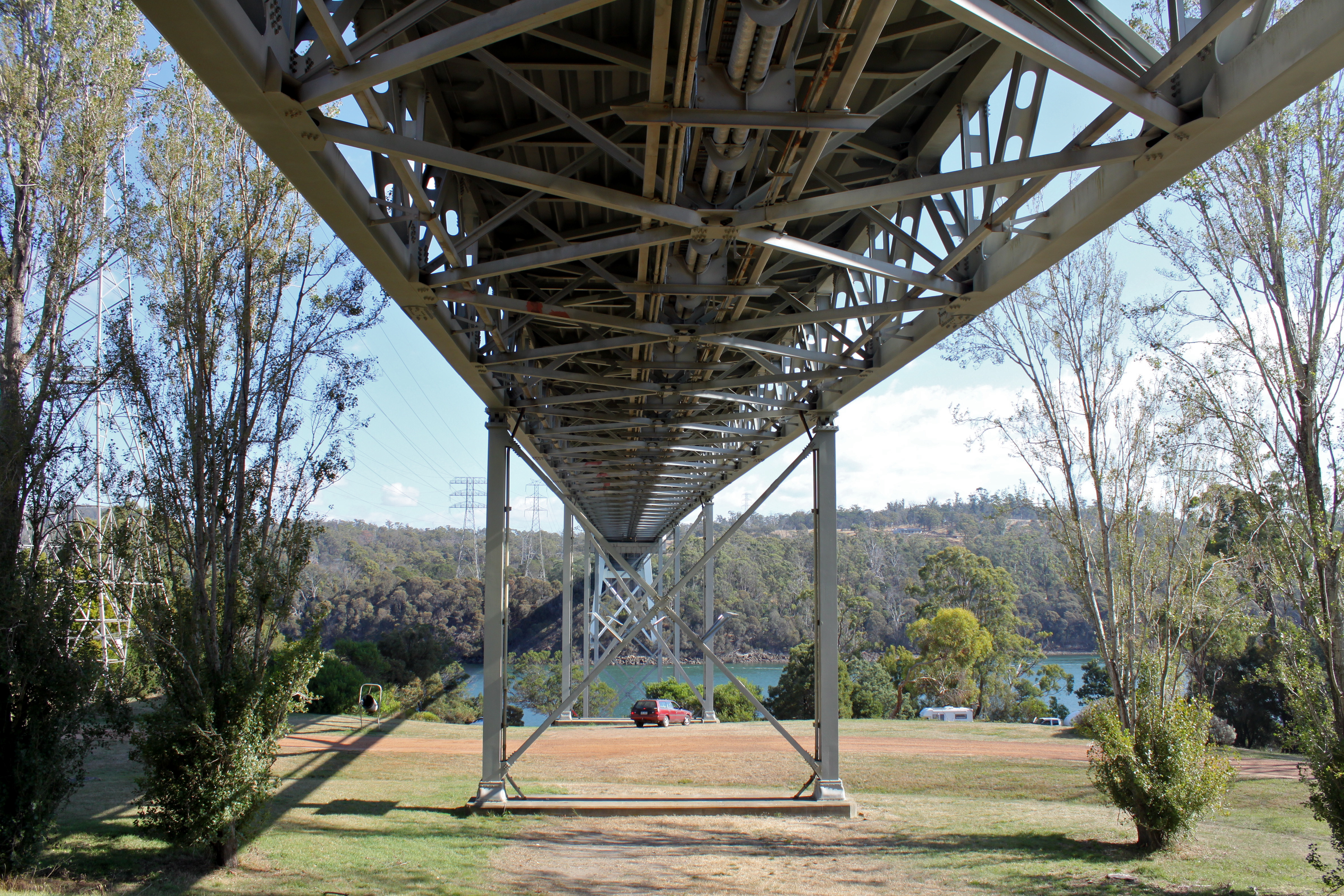
Dessous du tablier en treillis0

## Sources et références
- (en) Cet article est partiellement ou en totalité issu de l’article de Wikipédia en anglais intitulé « Batman Bridge » (voir la liste des auteurs).

1. 1 2  « Batman Highway », sur Ozroads.com.au (consulté le 7 août 2010).
2. ↑  « Batman Bridge », sur Waltzingaustralia.wordpress.com (consulté le 7 août 2010).
3. ↑  Paul Smitz, Lonely Planet : Tasmania, 2002, consultable sur Books.google.fr, p.219